# Dave Van Ronk
David Kenneth Ritz „Dave“ Van Ronk (30. června 1936 Brooklyn, New York, USA – 10. února 2002) byl americký folk bluesový zpěvák, který se usadil v Greenwich Village v New Yorku a nakonec se mu začalo přezdívat „Starosta MacDougal Street“.
Šlo o důležitou postavu amerického folkového obrození v 60. letech 20. století. Ve „Village“ byl široce obdivován jako strýčkovská postava, přátelil se s mnoha tamějšími umělci na vzestupu jako např. Bobem Dylanem, Tomem Paxtonem nebo Joni Mitchell.